# UTC+12:00

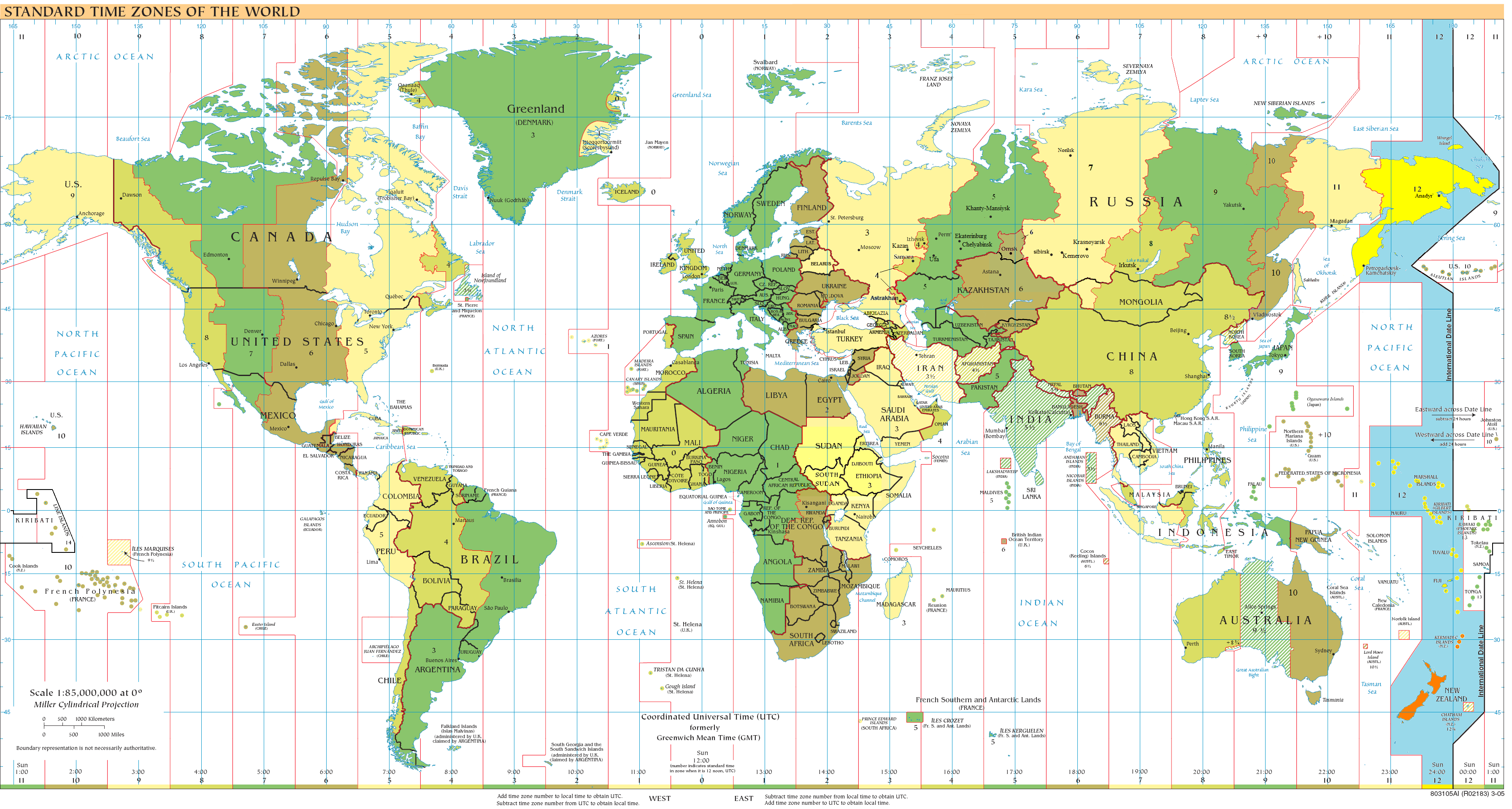
Az UTC+12 területei:

Az UTC+12:00 egy időeltolódás, amely 12 órával van előrébb az egyezményes koordinált világidőtől (UTC).

## Alap időzónaként használó területek (a déli félteke telein)

### Ausztrália és Óceánia
- Fidzsi-szigetek
- Új-Zéland (kivéve a Chatham-szigeteket)

### Antarktika
- egyes területek, benne a McMurdo kutatóállomás és a Déli-sark

## Alap időzónaként használó területek (egész évben)

### Ázsia(észak)
|  | Idő       | Zóna                       |
|  | --------- | -------------------------- |
|  | UTC+02:00 | MSK−1: kalinyingrádi idő   |
|  | UTC+03:00 | MSK: moszkvai idő          |
|  | UTC+04:00 | MSK+1: szamarai idő        |
|  | UTC+05:00 | MSK+2: jekatyerinburgi idő |
|  | UTC+06:00 | MSK+3: omszki idő          |
|  | UTC+07:00 | MSK+4: krasznojarszki idő  |
|  | UTC+08:00 | MSK+5: irkutszki idő       |
|  | UTC+09:00 | MSK+6: jakutszki idő       |
|  | UTC+10:00 | MSK+7: vlagyivosztoki idő  |
|  | UTC+11:00 | MSK+8: magadani idő        |
|  | UTC+12:00 | MSK+9: kamcsatkai idő      |

- Oroszország
  - Csukcsföld
  - Kamcsatkai határterület

### Óceánia
- Egyesült Államok
  - Wake-sziget (az Egyesült Államok külbirtoka)

- Marshall-szigetek
- Kiribati
  - Gilbert-szigetek
  - Banaba-sziget

- Nauru
- Tuvalu
- Franciaország
  -  Wallis és Futuna (Franciaország külbirtoka)

## Történelmi változások
A Kwajalein-atoll a Marshall-szigeteken 24 órát ugrott előre a nemzetközi dátumválasztó vonal keleti félgömbi részére 1993. augusztus 21. átugrásával.

## Időzónák ebben az időeltolódásban
| Időzóna neve angolul      | Időzóna neve magyarul                | Időzóna rövidítése | Egyéb jelölés |
| ------------------------- | ------------------------------------ | ------------------ | ------------- |
| Kamchatka Time            | Kamcsatkai idő                       | PETT               | MSK+9         |
| New Zealand Standard Time | Új-zélandi téli idő                  | NZST               |               |
| Anadyr Time               | Anadiri idő                          | ANAT               |               |
| Fiji Time                 | Fidzsi idő Fidzsi-szigeteki téli idő | FJT                |               |
| Gilbert Island Time       | Gilbert-szigeteki idő                | GILT               |               |
| Marshall Islands Time     | Marshall-szigeteki idő               | MHT                |               |
| Nauru Time                | Naurui idő                           | NRT                |               |
| Tuvalu Time               | Tuvalui idő                          | TVT                |               |
| Wake Time                 | Wake idő Wake-szigeti idő            | WAKT               |               |
| Wallis and Futuna Time    | Wallis és Futuna-i idő               | WFT                |               |
| Mike Time Zone[a]         | -                                    | M                  |               |

## Megjegyzés
↑ a:  Katonai időzóna.

## Fordítás
Ez a szócikk részben vagy egészben  az   UTC+12:00 című angol Wikipédia-szócikk ezen változatának fordításán alapul.  Az eredeti cikk szerkesztőit annak laptörténete sorolja fel. Ez a jelzés csupán a megfogalmazás eredetét és a szerzői jogokat jelzi, nem szolgál a cikkben szereplő információk forrásmegjelöléseként.